# Urubamba apicimacula
Urubamba apicimacula är en insektsart som beskrevs av Ronderos 1979. Urubamba apicimacula ingår i släktet Urubamba och familjen gräshoppor. Inga underarter finns listade i Catalogue of Life.